# Richard C. Hunter
Richard Charles Hunter (* 3. Dezember 1884 bei West Point, Cuming County, Nebraska; † 23. Januar 1941 in Tucson, Arizona) war ein US-amerikanischer Jurist und Politiker (Demokratische Partei), der in der Zeit vom 7. November 1934 bis zum 3. Januar 1935 US-Senator für den Bundesstaat Nebraska war.

## Frühe Jahre
Richard C. Hunter, Sohn von Sarah Frances und Jabez Richard Hunter, wurde am 3. Dezember 1884 auf einer Farm bei West Point geboren. Schon 1885 zogen seine Eltern mit ihm nach Omaha, wo er die öffentlichen Schulen besuchte. Seine Frau Viletta G. Taylor heiratete er 1908 in Lincoln. Dort schloss er ein Jahr später sein Studium an der University of Nebraska-Lincoln (UNL) erfolgreich ab und besuchte von 1910 bis 1911 das College of Law der Harvard University in Cambridge, Massachusetts. Noch im selben Jahr machte Hunter schließlich seinen Bachelor of Laws an der Columbia University in New York und begann zunächst in Lincoln und ab 1912 in Omaha als Anwalt zu arbeiten.

## Politischer Aufstieg
Zwischen 1915 und 1917 wurde Hunter zum Richter am municipal court in Omaha gewählt. Zur gleichen Zeit war er Abgeordneter im Repräsentantenhaus von Nebraska. Er scheiterte 1920 bei der Wahl zum Attorney General Nebraskas und blieb ebenso erfolglos bei seiner Kandidatur zum staatlichen Eisenbahnbeauftragten im Jahr 1928.
Da nach dem Tod von US-Senator Robert B. Howell William Henry Thompson zu dessen Nachfolger ernannt und nicht gewählt wurde, fanden am 6. November 1934 Wahlen statt, bei denen es Hunter gelang, seinen Staat in Washington als Senator zu vertreten. Da die Legislaturperiode jedoch nur bis zum 3. Januar 1935 dauerte, musste auch Hunter dann sein Amt niederlegen. Aufgrund der Kürze seiner Amtszeit wurde er nicht einmal offiziell ins Amt eingeschworen. Seine Nachfolge trat Edward R. Burke an.

## Späte Jahre und Tod
Nach einer erneuten Kandidatur gelang es Hunter 1937, Attorney General in Nebraska zu werden. Dieses Amt übte er zwei Jahre aus. Er starb am 23. Januar 1941 im Alter von 56 Jahren in Tucson. Sein Leichnam wurde nach Omaha überführt und beigesetzt.